# Koepelkerk (Hoorn)
De koepelkerk (R.K. kerk Sint Cyriacus en Franciscus) van de Nederlandse stad Hoorn is een driebeukige kruisbasiliek met galerijen en een koepel boven de viering. Het pand vult geheel het terrein dat beschikbaar was, hierdoor is de voorgevel gerend ten opzichte van de rest van de kerk. De koepelkerk werd gebouwd door de Hoornse architect A.C. Bleijs, op de plek waar eerder De Drie Tulpen stond. De opening vond plaats in 1882. In 1993 werd de kerk gerestaureerd. De kerk is gewijd aan de heiligen Franciscus van Assisi en Cyriacus. Het gebouw en de geloofsgemeenschap maken sinds januari 2013 deel uit van de rooms-katholieke parochie Heilige Matteüs.
In de kerk is rondom een galerij, waaronder kruiswegstaties zijn aangebracht. Deze staties zijn in 1881 door het atelier Stracke uit Bentheimer zandsteen vervaardigd.
De preekstoel in de kerk is afkomstig uit de voormalige schuilkerk De Drie Tulpen die aan de huidige kerk voorafging. De schuilkerk heeft aan het Achterom gestaan. De preekstoel is door W.F. Krajenschot vervaardigd. Op de stoel staan de heiligen Bernardinus van Siena, Bonaventura Antonius en Leonardus. De stoel heeft de vorm van een kelk gekregen. Het kansel was, voordat de kerk in 1988 rijksmonument werd, een zelfstandig rijksmonument.
Vooraan, aan het Grote Noord, bevindt zich een stiltecentrum in de Mariakapel. Centraal in deze kapel staat een piëta welke de naam Maria van Hoorn draagt. Op 15 mei is haar feestdag in Hoorn. In de Mariamaand (oktober) komt een gelijknamig beeld uit het Westfries Museum over naar de kerk.
Als onderdeel van de Heilige Mattheüsparochie maakt de kerk gebruik van de begraafplaats aan de Drieboomlaan. Deze begraafplaats is eveneens ontworpen door Adrianus Bleijs.
In 2021 en '22 werd de kerk gerestaureerd. Tijdens de restauratie werden er op verschillende plekken kleurentrapjes gemaakt om te kijken of die geverfde onderdelen nog in de originele kleur geverfd waren. Op een aantal plekken werden juist kleuren ontdekt, waaronder in voegen, terwijl men dacht dat die plekken niet gekleurd waren.
De kerk is ingeschreven in het rijksmonumentenregister onder nummer 333537.